# Falsomesosella
Falsomesosella is een kevergeslacht uit de familie van de boktorren (Cerambycidae). De wetenschappelijke naam van het geslacht werd voor het eerst geldig gepubliceerd in 1925 door Pic.

## Soorten
Falsomesosella omvat de volgende soorten:
- Falsomesosella saigonensis Breuning, 1938
- Falsomesosella albofasciata Pic, 1925
- Falsomesosella andamanica Breuning, 1936
- Falsomesosella annamensis Breuning, 1939
- Falsomesosella basigranulata Breuning, 1968
- Falsomesosella bhutanensis (Breuning, 1968)
- Falsomesosella bifasciata Breuning, 1938
- Falsomesosella breuningi Pic, 1944
- Falsomesosella ceylonica Breuning, 1974
- Falsomesosella densepunctata Breuning, 1968
- Falsomesosella elongata Breuning, 1938
- Falsomesosella gardneri Breuning, 1938
- Falsomesosella gracilior (Bates, 1884)
- Falsomesosella grisella (White, 1858)
- Falsomesosella grisescens Breuning, 1939
- Falsomesosella horishana Gressitt, 1938
- Falsomesosella javanica Breuning, 1956
- Falsomesosella mediofasciata Breuning, 1968
- Falsomesosella minor Pic, 1925
- Falsomesosella nigronotata Pic, 1930
- Falsomesosella nilghirica Breuning, 1936
- Falsomesosella obliquevittata Breuning, 1938
- Falsomesosella ochreomarmorata Breuning, 1968
- Falsomesosella parvula Breuning, 1938
- Falsomesosella perakensis Breuning, 1960
- Falsomesosella robusta Pic, 1944
- Falsomesosella rufovittata Breuning, 1938
- Falsomesosella subalba Gressitt, 1938
- Falsomesosella subunicolor Breuning, 1969
- Falsomesosella theresae Pic, 1945
- Falsomesosella tranversefasciata Breuning, 1938
- Falsomesosella truncatipennis Pic, 1944
- Falsomesosella unicolor Breuning, 1965